# Bwinjira
Bwinjira är ett vattendrag i Burundi.   Det ligger i provinsen Rutana, i den södra delen av landet, 100 kilometer sydost om huvudstaden Bujumbura.
Omgivningarna runt Bwinjira är en mosaik av jordbruksmark och naturlig växtlighet. Runt Bwinjira är det tätbefolkat, med 343 invånare per kvadratkilometer.